# NGC 5602
NGC 5602 este o galaxie lenticulară situată în constelația Boarul. A fost descoperită în 15 mai 1787 de către William Herschel. Se află la o distanță de 35,9 de megaparseci de Pământ.